# Lucien Gagnier

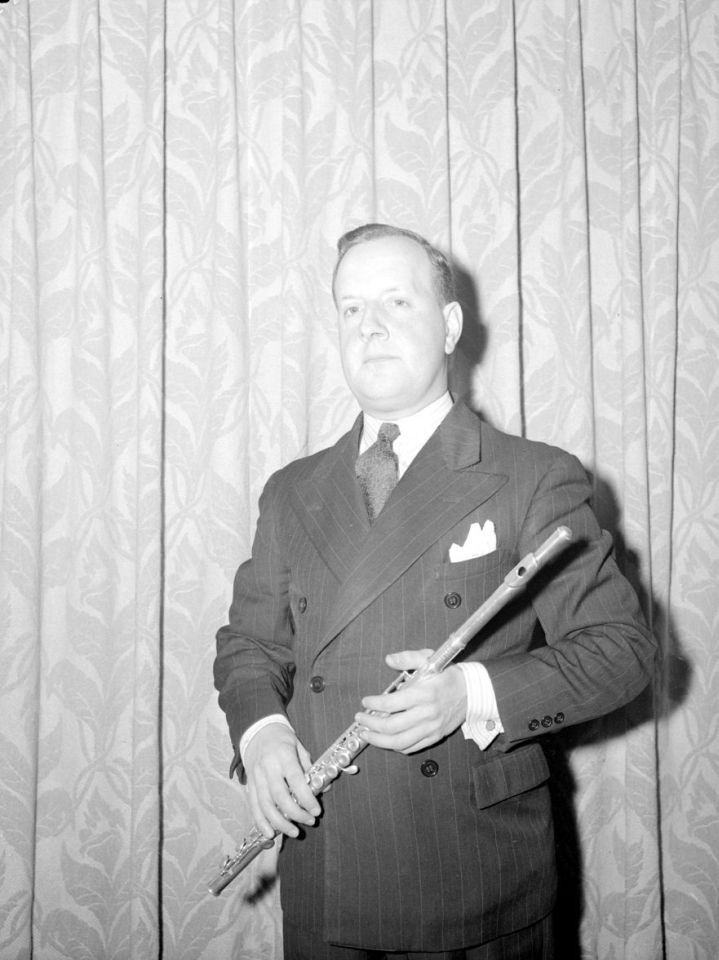
Lucien Gagnier (1945)

Lucien Gagnier (* 26. Dezember 1900 in Montreal; † 26. Oktober 1956 ebenda) war ein kanadischer Flötist.

## Leben und Wirken
Gagnier hatte Unterricht in Musiktheorie bei seinem Vater Joseph Gagnier und studierte Flöte bei Pascal Deremouchamps, später bei Francis Boucher. Im Alter von fünfzehn Jahren debütierte er mit dem Orchester des His Majesty's Theatre. Er war Flötist bei verschiedenen Orchestern, von 1934 bis 1956 beim Montreal Orchestra. Von 1942 bis 1949 war er Mitglied des Gagnier Windwood Quintet.
Er trat in zahlreichen Rundfunk- und Fernsehkonzerten der CBC auf und wirkte als Begleiter der Sängerinnen Jean Dickenson, Lily Pons und Erna Sack.
| Personendaten    | Personendaten       |
| ---------------- | ------------------- |
| NAME             | Gagnier, Lucien     |
| KURZBESCHREIBUNG | kanadischer Flötist |
| GEBURTSDATUM     | 26. Dezember 1900   |
| GEBURTSORT       | Montreal            |
| STERBEDATUM      | 26. Oktober 1956    |
| STERBEORT        | Montreal            |